# Iraq
Iraq, quốc hiệu là Cộng hoà Iraq (tiếng Ả Rập: الجمهورية العراقية Al-Jumhuriyah Al-Iraqiyah, tiếng Kurd: عیراق Komara Iraqê), là một quốc gia ở khu vực Tây Á. Nước này giáp với Ả Rập Xê Út, Kuwait về phía nam, Thổ Nhĩ Kỳ về phía bắc, Syria về phía tây bắc, Jordan về phía tây, và Iran (Tỉnh Kurdistan) về phía đông. Thủ đô Bagdad là trung tâm của đất nước này. Năm 2015, quốc gia này có khoảng 37 triệu người, hiện nay (2023) khoảng 45 triệu, trong đó khoảng 97% theo đạo Hồi, chủ yếu là Shia, Sunni, và các nhóm Kurd.
Iraq có một dải bờ biển hẹp khoảng 58 km (36 mi) ở phía bắc Vịnh Ba Tư và lãnh thổ bao gồm đồng bằng Lưỡng Hà, phần tận cùng phía tây bắc của dãy núi Zagros, và phần phía đông của hoang mạc Syria. Hai sông chính là Tigris và Euphrates, chảy về phía nam qua trung tâm của Iraq và chảy vào Shatt al-Arab gần vịnh Ba Tư. Các sông này cung cấp nhiều chất dinh dưỡng cho vùng đất này.
Khu vực giữa hai sông Tigris và Euphrates thường được gọi là Lưỡng Hà và được cho là nơi sinh ra chữ viết và các nền văn minh cổ nhất của nhân loại. Vùng đất này cũng là nơi sinh ra nhiều nền văn minh kể từ thiên niên kỷ 6 TCN. Trong các giai đoạn khác nhau của lịch sử quốc gia này, Iraq từng là trung tâm của đế quốc Akkadia, Assyria, và Babylon. Nó cũng là một phần của các đế quốc Media, Achaemenid, Hellenistic, Parthia, Sassanid, La Mã, Rashidun, Umayyad, Abbasid, Mông Cổ, Safavid, Afsharid, và Ottoman.
Biên giới hiện đại của Iraq đã được phân định chủ yếu vào năm 1920 bởi Hội Quốc Liên khi Đế quốc Ottoman đã được phân chia theo Hiệp ước Sèvres. Iraq được đặt dưới thẩm quyền của Vương quốc Anh với tên mới là Ủy trị Lưỡng Hà thuộc Anh. Một chế độ quân chủ được thành lập vào năm 1921 và Vương quốc Iraq giành được độc lập từ Anh năm 1932. Năm 1958, chế độ quân chủ bị lật đổ và Cộng hòa Iraq đã được thành lập. Iraq được kiểm soát bởi của đảng Ba'ath từ năm 1968 cho đến năm 2003. Sau Cuộc xâm lược của Hoa Kỳ và lực lượng đa quốc gia, Saddam Hussein của đảng Ba'ath đã bị truất phế và cuộc bầu cử quốc hội diễn ra. Sự hiện diện của Mỹ ở Iraq kết thúc năm 2011, nhưng các cuộc nổi dậy ở Iraq tiếp tục diễn ra và các chiến binh từ nội chiến Syria tràn sang nước này.
Iraq là một thành viên sáng lập của Liên Hợp Quốc cũng như Liên đoàn Ả Rập, Tổ chức Hợp tác Hồi giáo, Phong trào không liên kết và Quỹ Tiền tệ Quốc tế . Iraq theo thể chế cộng hoà nghị viện liên bang, gồm có 19 tỉnh và một vùng tự trị (Kurdistan thuộc Iraq). Tôn giáo chính thức của Iraq là Hồi giáo.

## Lịch sử
Vùng đất màu mỡ Lưỡng Hà nằm giữa hai con sông Euphrates và Tigris là nơi hình thành một số nền văn minh cổ đại trên thế giới như Sumer, Babylon, Assyria. Sau một thời gian dài là một bộ phận của Ba Tư, nó đã bị người Ả Rập xâm chiếm vào năm 637 và năm 762 Khalif đã được chuyển tới thành phố mới Bagdad (gần Babylon cổ). Thành phố này là trung tâm của thế giới Ả Rập cho đến khi bị sáp nhập vào Đế chế Ottoman năm 1534.
Năm 1915, quân đội Anh xâm chiếm Iraq và thiết lập chế độ thuộc địa theo sự phân chia của Hội Quốc Liên, chế độ này bị kết thúc bằng sự độc lập của Iraq năm 1932. Những người theo đường lối chủ nghĩa xã hội Ả Rập, đảng Ba'ath, đã giành quyền lãnh đạo vào năm 1968 và thiết lập một chế độ hà khắc, đặc biệt là sau khi Saddam Hussein lên nắm quyền năm 1979. Trong thập niên 1980 đã xảy ra Chiến tranh Iran-Iraq giữa Iraq và nước láng giềng Iran, được kết thúc năm 1988.

### Chiến tranh Iraq
Sau khi Iraq tấn công Kuwait năm 1990 và Chiến tranh Vùng Vịnh năm 1991 tiến hành bởi các lực lượng quốc tế nhằm đáp trả hành động xâm lược của Iraq thì Iraq đã bị cô lập trên trường quốc tế đến mùa xuân năm 2003 khi các quân đội Mỹ, Anh, Úc và Ba Lan tấn công vào Iraq bằng không quân, hải quân và lục quân sau khi Iraq không đồng ý cho các lực lượng quốc tế vào tìm kiếm vũ khí hủy diệt hàng loạt. Đảng Ba'ath và Saddam Hussein bị lật đổ vì sức kháng cự của quân đội Iraq hết sức yếu ớt.

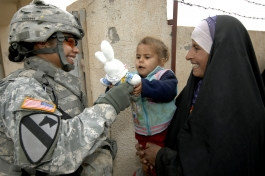
1 binh sĩ Mỹ tặng quà cho em bé Iraq sau khi chế độ Saddam bị lật đổ

Tháng 11 năm 2003 Mỹ thông báo có kế hoạch trao trả quyền độc lập cho chính quyền lâm thời Iraq vào giữa năm 2004. Kế hoạch do Mỹ cam kết hỗ trợ (tiến hành tổ chức họp kín để bầu ra các chức vụ lãnh đạo) đã bị giáo chủ Ali al-Sistani phản đối. Kết quả của việc phản đối này là hàng loạt các cuộc biểu tình hòa bình phản đối kế hoạch kể trên. Sistani, giáo sĩ có uy tín nhất tại Iraq nói rằng kế hoạch này dễ bị biến tướng và chỉ tạo ra một chính quyền thân Mỹ mà không đại diện cho nhân dân. Mỹ đã phải tìm kiếm sự hỗ trợ của Liên Hợp Quốc để giải quyết những bất đồng này.

Việc chuyển giao chủ quyền diễn ra vào ngày 28 tháng 6 năm 2004. Tổng thống tạm quyền là Sheikh Ghazi Mashal Ajil al-Yawer, và thủ tướng tạm quyền là Iyad Allawi.

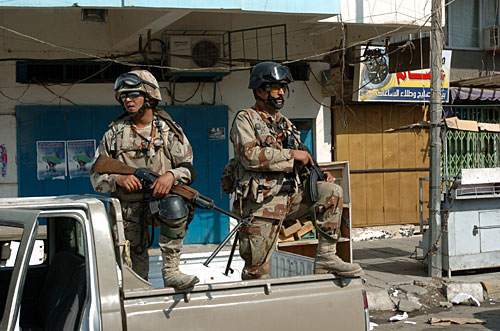
Binh sĩ Iraq tại thành phố Adhamiya

Theo luật về điều hành Iraq trong giai đoạn chuyển tiếp (Hiến pháp tạm thời) ký tháng 3 năm 2004 thì việc điều hành đất nước do Hội đồng tổng thổng gồm 3 thành viên đảm nhiệm. Hệ thống bầu cử sẽ đảm bảo một cách có hiệu quả để đại diện cho ba sắc tộc chính ở Iraq đều có sự hiện diện. Hiến pháp công nhận các quyền tự do cơ bản như tự do tôn giáo, tự do ngôn luận, tự do hiệp hội và trên nhiều phương diện nó cởi mở hơn so với Hiến pháp Mỹ.
Cuối tháng 1 năm 2005 người dân Iraq lần đầu tiên kể từ tháng 4 năm 2003 đã thực hiện quyền và nghĩa vụ của mình là đi bỏ phiếu bầu cử tổng thống. Với 48% số phiếu nhận được, liên minh của người Shi’ite đã giành thắng lợi trong cuộc bầu cử lịch sử của Iraq. Liên minh của cộng đồng Kurd đứng thứ hai với 26% phiếu, theo công bố 13/2/2005 của Ủy ban bầu cử. Sau bầu cử là cuộc chạy đua để thành lập một chính quyền mới với nhiều khó khăn, và đến tận 07/4 Tổng thống lâm thời mới của Iraq Jalal Talabani chính thức làm lễ tuyên thệ.

## Địa lý
Phần lớn đất đai Iraq là sa mạc, nhưng khu vực giữa hai con sông lớn Euphrates và Tigris là đất màu mỡ do hai con sông này bồi đắp phù sa cho đồng bằng châu thổ khoảng 60 triệu mét khối hàng năm. phía bắc đất nước là khu vực miền núi rộng lớn với đỉnh cao nhất là Haji Ibrahim cao 3.600 m. phía nam Iraq có bờ biển ngắn nhìn ra vịnh Ba Tư. Gần phía bờ biển và dọc theo Shatt al-Arab là những khu đầm lầy, tuy nhiên phần lớn khu vực này đã được cải tạo tưới tiêu những năm thập niên 1990.

### Khí hậu

Phân loại khí hậu Köppen của Iraq

Khí hậu phần lớn là khí hậu miền sa mạc với mùa đông ôn đới lạnh và mùa hè khô, nóng, ít mưa. Vùng núi phía bắc có mùa đông lạnh, thỉnh thoảng có nhiều tuyết rơi có thể gây ngập lụt. Thủ đô Baghdad nằm ở phần trung tâm đất nước trên bờ sông Tigris. Các thành phố lớn khác như Basra ở phía nam, Mosul ở phía bắc. Iraq được coi là một trong số 15 quốc gia thuộc "cái nôi của nhân loại".

## Chính trị
Iraq là một nước cộng hòa đại nghị liên bang theo Hiến pháp Iraq. Chính quyền liên bang gồm ba nhánh hành pháp, lập pháp, tư pháp và các cơ quan độc lập. Chính quyền địa phương được tổ chức ở cấp vùng, cấp tỉnh và cấp quận. Tổng thống là nguyên thủ quốc gia, thủ tướng là người đứng đầu chính phủ. Quốc hội là cơ quan lập pháp lưỡng viện, gồm Viện Dân biểu và Viện Liên bang. Tòa án thực hiện quyền tư pháp độc lập với chính phủ và Quốc hội.

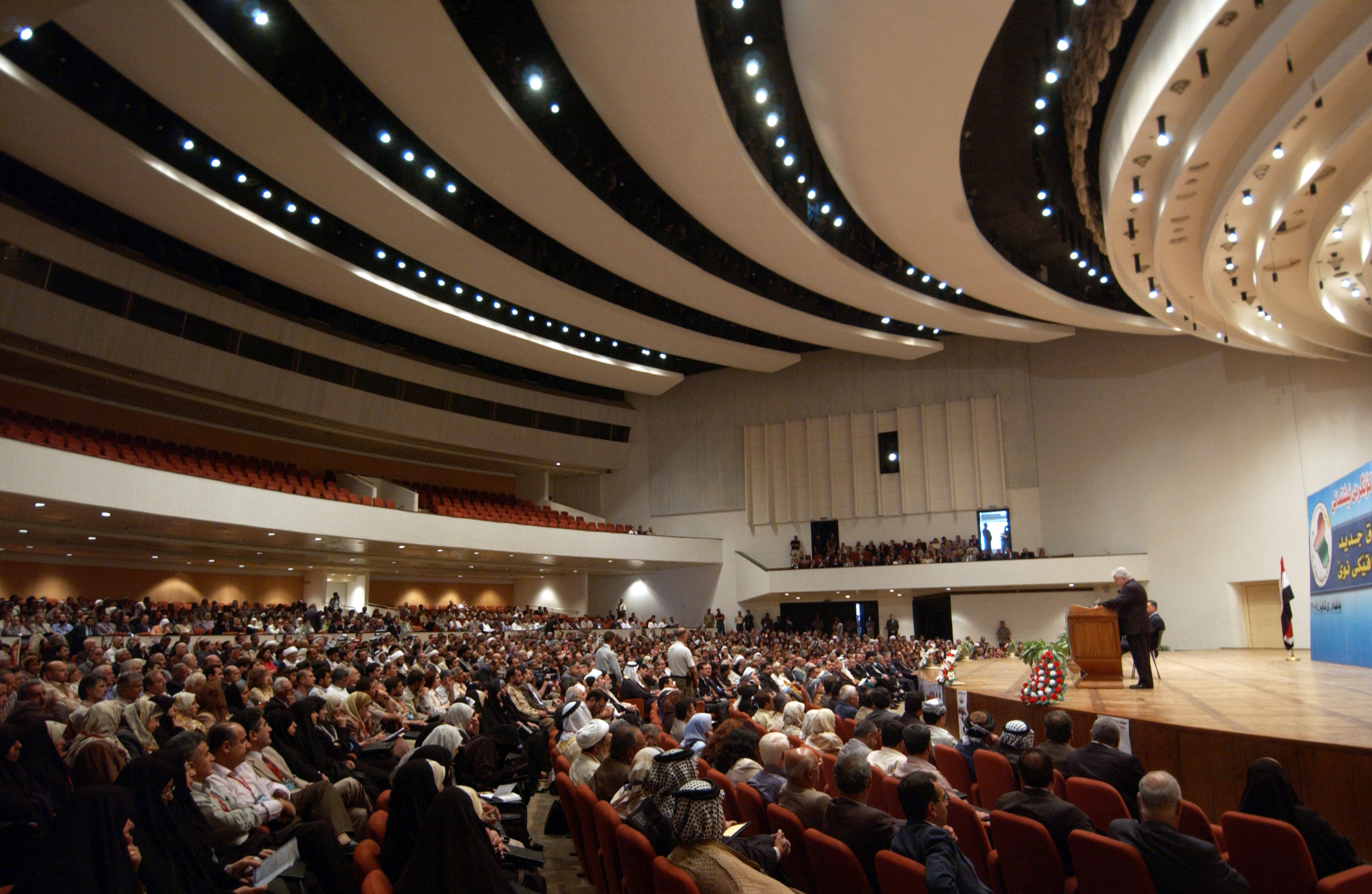
Phiên họp Viện Dân biểu Iraq tại Baghdad

### Quan hệ đối ngoại

Quan hệ ngoại giao của Iraq.

### Phân cấp hành chính
Iraq được chia thành 19 tỉnh, mỗi tỉnh được chia thành các quận, mỗi quận được chia thành các nahiyah.
|  | - Dohuk - Nineveh - Erbil - Kirkuk - Sulaymaniyah - Saladin - Al Anbar - Baghdad - Diyala - Karbala - Babylon - Wasit - Najaf - Al-Qadisiyyah - Maysan - Muthanna - Dhi Qar - Basra - Halabja |

## Kinh tế

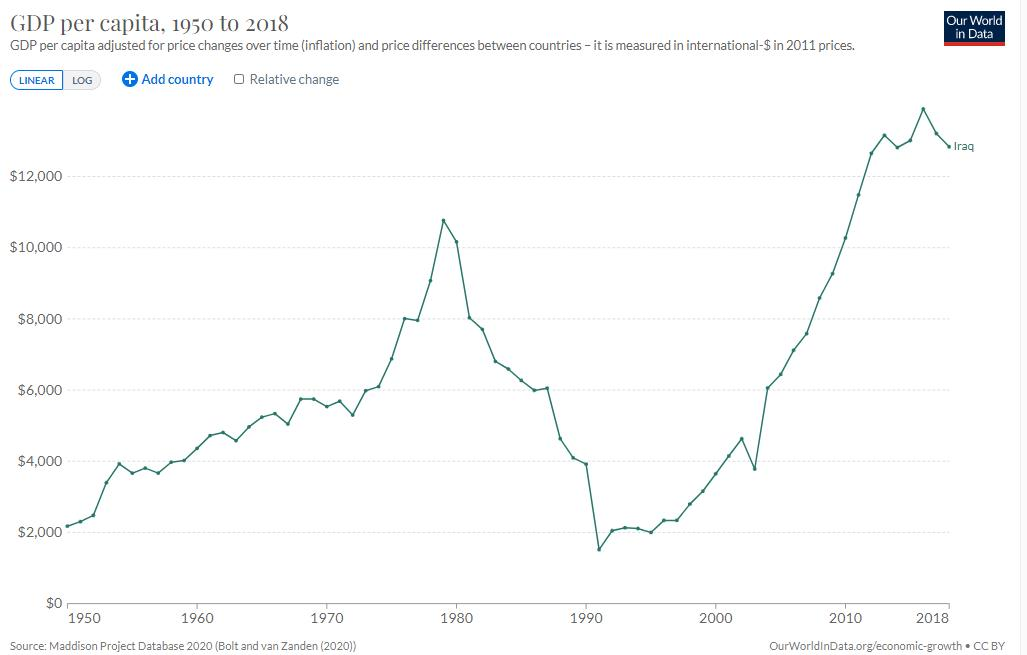
GDP bình quân đầu người của Iraq, 1950-2018

Kinh tế Iraq phụ thuộc chủ yếu vào nguồn lợi thu được từ dầu mỏ, hàng năm thu được khoảng 95% cho nguồn ngoại tệ của đất nước. Việc thiếu sự phát triển trong các lĩnh vực khác làm cho tỉ lệ thất nghiệp 18%–30% và kéo tụt GDP đầu người còn 4.000 USD. Việc làm trong lĩnh vực công chiếm gần 60% số lao động toàn thời gian năm 2011. Ngành công nghiệp xuất khẩu dầu tạo ra rất ít việc làm. Hiện nay chỉ có một tỷ lệ khiêm tốn phụ nữ (ước tính cao nhất cho năm 2011 là 22%) tham gia vào lực lượng lao động. Tính đến năm 2016, GDP của Iraq đạt 156.323 USD (đứng thứ 56 thế giới, đứng thứ 20 châu Á và đứng thứ 6 Trung Đông).
Trong thập niên 1980 các chi phí khổng lồ cho Chiến tranh Iraq-Iran do Saddam Hussein phát động cũng như các tổn thất nặng nề cho ngành khai thác dầu khí đã gây ra nhiều khó khăn về tài chính cho Iraq và chính quyền Saddam phải sử dụng các biện pháp bắt buộc như thực hiện chính sách tài chính buộc chặt, vay lãi, chậm trả nợ. Thiệt hại của Iraq do cuộc chiến tranh này gây ra ước độ 100 tỷ đô la Mỹ. Sau khi kết thúc chiến tranh vào năm 1988, xuất khẩu dầu mỏ của Iraq lại tăng lên do việc xây dựng các đường ống dẫn dầu mới và phục hồi của các cơ sở khai thác dầu.
Iraq xâm lược Kuwait vào tháng 8 năm 1990 với hậu quả là trừng phạt kinh tế của cộng đồng quốc tế cũng như tổn thất của chiến tranh Vùng Vịnh do liên quân, đứng đầu là Mỹ, tiến hành tháng 1 năm 1991 đã làm suy giảm các hoạt động kinh tế của I-rắc. Chính sách sử dụng vũ lực cũng như các chi phí để duy trì an ninh của chính quyền Iraq đã làm cho nền kinh tế suy yếu.
Việc Liên Hợp Quốc cho phép Iraq thực thi chương trình "đổi dầu lấy lương thực" vào tháng 12 năm 1996 đã góp phần cải thiện đời sống cho người dân Iraq. Trong sáu tháng giai đoạn đầu tiên của chương trình này Iraq được phép xuất khẩu một lượng giới hạn dầu mỏ để đổi lấy lương thực, thuốc men và một số nhu yếu phẩm khác.
Tháng 12 năm 1999 Hội đồng Bảo an Liên Hợp Quốc cho phép Iraq xuất khẩu dầu mỏ theo chương trình này với một lượng đủ để đảm bảo các nhu cầu dân sự. Dầu mỏ đã được xuất khẩu nhiều hơn 3/4 sản lượng của thời kỳ trước chiến tranh. Tuy nhiên 28% thu nhập của Iraq từ xuất khẩu dầu mỏ theo chương trình này đã bị chiết trừ vào quỹ đền bù và dành cho các chi phí quản lý của Liên Hợp Quốc. Tổng sản phẩm quốc nội (GDP) trong năm 2001 đã bị giảm mạnh do kinh tế thế giới đi xuống cũng như giá dầu mỏ giảm mạnh.
Kể từ sau chiến tranh Iraq vào 2003 đã có những cố gắng để đưa nền kinh tế nước này thoát khỏi các hậu quả chiến tranh cũng như thế giới tội phạm tràn lan.

### Dầu và năng lượng
Với trữ lượng dầu 143,1 tỷ thùng (2,275×1010 m3) đã được xác định, Iraq xếp thứ 2 trên thế giới sau Ả Rập Xê Út về trữ lượng dầu. Sản lượng dầu đạt 3,4 triệu thùng/ngày vào tháng 12 năm 2012. Iraq dự định tăng sản lượng đến 5 triệu thùng mỗi ngày vào năm 2014. Chỉ có khoảng 2.000 giếng dầu đã được khoan ở Iraq, so với khoảng 1 triệu giếng chỉ tính riêng ở Texas. Iraq là một trong những nhà sáng lập của tổ chức OPEC.
Tính đến năm 2010, mặc dù cải thiện an ninh và hàng tỷ đô la doanh thu dầu, Iraq vẫn tạo ra khoảng một nửa lượng điện cho nhu cầu của khách hàng, dẫn đến các cuộc biểu tình trong những tháng hè nóng bức.
Ngày 14 tháng 3 năm 2014, Cơ quan Năng lượng Quốc tế cho biết sản lượng dầu của Iraq đã tăng nửa triệu thùng một ngày vào tháng Hai tới trung bình 3,6 triệu thùng một ngày. Đất nước này đã không được bơm nhiều dầu như thế nhiều kể từ năm 1979, khi Saddam Hussein lên nắm quyền.

## Nhân khẩu
Năm 2018, dân số của Iraq ước tính là 38.433.600 người so với 2 triệu người vào năm 1878. Năm 2013, dân số của Iraq đạt 35 triệu người, tăng trưởng mạnh sau Chiến tranh Iraq. Iraq là quốc gia đông dân nhất ở Mảng Ả Rập.

### Đô thị
| 20 cities or towns lớn nhất tại Iraq | 20 cities or towns lớn nhất tại Iraq | 20 cities or towns lớn nhất tại Iraq | 20 cities or towns lớn nhất tại Iraq | 20 cities or towns lớn nhất tại Iraq | 20 cities or towns lớn nhất tại Iraq | 20 cities or towns lớn nhất tại Iraq | 20 cities or towns lớn nhất tại Iraq | 20 cities or towns lớn nhất tại Iraq | 20 cities or towns lớn nhất tại Iraq |
|                                      | Hạng                                 | Tên                                  | Tỉnh                                 | Dân số                               | Hạng                                 | Tên                                  | Tỉnh                                 | Dân số                               |                                      |
| ------------------------------------ | ------------------------------------ | ------------------------------------ | ------------------------------------ | ------------------------------------ | ------------------------------------ | ------------------------------------ | ------------------------------------ | ------------------------------------ | ------------------------------------ |
| Baghdad Mosul                        | 1                                    | Baghdad                              | Baghdad                              | 6,719,477                            | 11                                   | Hillah                               | Babylon                              | 455,741                              | Basra Erbil                          |
| Baghdad Mosul                        | 2                                    | Mosul                                | Nineveh                              | 1,361,819                            | 12                                   | Diwaniyah                            | Al-Qādisiyyah                        | 403,796                              | Basra Erbil                          |
| Baghdad Mosul                        | 3                                    | Basra                                | Basra                                | 1,340,827                            | 13                                   | Kut                                  | Wasit                                | 389,376                              | Basra Erbil                          |
| Baghdad Mosul                        | 4                                    | Erbil                                | Erbil                                | 1,550,071                            | 14                                   | Dohuk                                | Dohuk                                | 340,871                              | Basra Erbil                          |
| Baghdad Mosul                        | 5                                    | Kirkuk                               | Kirkuk                               | 972,272                              | 15                                   | Az Zubayr                            | Basra                                | 300,751                              | Basra Erbil                          |
| Baghdad Mosul                        | 6                                    | Najaf                                | Najaf as-Sharif                      | 747,261                              | 16                                   | Baqubah                              | Diyala                               | 279,133                              | Basra Erbil                          |
| Baghdad Mosul                        | 7                                    | Karbala                              | Karbala                              | 711,530                              | 17                                   | Fallujah                             | Anbar                                | 250,884                              | Basra Erbil                          |
| Baghdad Mosul                        | 8                                    | Sulaymaniyah                         | Sulaymaniyah                         | 676,492                              | 18                                   | Ramadi                               | Anbar                                | 223,525                              | Basra Erbil                          |
| Baghdad Mosul                        | 9                                    | Nasiriyah                            | Dhi Qar                              | 558,446                              | 19                                   | Samawah                              | Muthanna                             | 221,743                              | Basra Erbil                          |
| Baghdad Mosul                        | 10                                   | Amarah                               | Maysan                               | 527,472                              | 20                                   | Zakho                                | Dohuk                                | 211,964                              | Basra Erbil                          |

### Dân tộc

Tôn giáo và dân tộc của Iraq
Người Ả Rập theo Hồi giáo Sunni
Người Ả Rập theo Hồi giáo Shia
Người Kurd theo Hồi giáo Sunni
Người Assyria
Người Yazidi
Người Turkmen

Khoảng 75% dân số Iraq là người Ả Rập, dân tộc người thiểu số chính là người Kurd (15%) sống tại khu vực miền bắc và đông bắc nước này. Nhũng dân tộc khác có thể kể đến là người Turkoman, Assyria, Iran, Lur, Armenia. Khoảng 20.000 Người Ả Rập Marsh sống ở miền nam Iraq. Iraq cũng có khoảng 2.500 người Chechen. Miền nam Iraq bao gồm những người Iraq gốc Phi, một di sản của chế độ nô lệ thực hành thời Caliphate Hồi giáo bắt đầu trước Zanj Rebellion của thế kỷ thứ IX, và vai trò của Basra là một cổng chính.

### Tôn giáo
| Tôn giáo tại Iraq (2014) | Tôn giáo tại Iraq (2014) | Tôn giáo tại Iraq (2014) | Tôn giáo tại Iraq (2014) | Tôn giáo tại Iraq (2014) |
| ------------------------ | ------------------------ | ------------------------ | ------------------------ | ------------------------ |
|                          |                          |                          |                          |                          |
| Hồi giáo Shia            | Hồi giáo Shia            |                          | 64.5%                    | 64.5%                    |
| Hồi giáo Sunni           | Hồi giáo Sunni           |                          | 31.5%                    | 31.5%                    |
| Yazidi                   | Yazidi                   |                          | 2.0%                     | 2.0%                     |
| Công giáo                | Công giáo                |                          | 1.2%                     | 1.2%                     |
| Khác                     | Khác                     |                          | 0.8%                     | 0.8%                     |

Iraq là một quốc gia theo Hồi giáo; Người theo đạo hồi chiếm khoảng 97% dân số, bao gồm Shia và Sunni. Các nguồn tham khảo cho thấy khoảng 65% người theo đạo Hồi ở Iraq là Shia, và khoảng 35% là Sunni. Người theo Sunni than phiền phải đối mặt với phân biệt đối xử trong gần như tất cả các khía cạnh của cuộc sống của chính phủ. Tuy nhiên, Thủ tướng Nouri al-Maliki từ chối điều này. Người Iraq theo công giáo đã định cư ở vùng đất ngày nay là Iraq cách nay 2000 năm. Người theo công giáo khoảng 1,4 triệu năm 1987. người Assyria bản địa, hầu hết trong số họ là tín đồ của Giáo hội Công giáo Chaldea, Giáo hội Đông phương Assyria và Giáo hội Chính thống Syria chiếm hầu hết dân số Kitô giáo. Ước tính số lượng các Kitô hữu giảm từ 8-10% trong giữa thế kỷ XX đến 5% trong năm 2008. Hơn một nửa số Kitô hữu Iraq đã trốn sang các nước láng giềng kể từ đầu chiến tranh, và số nhiều đã không quay trở lại, mặc dù một số di cư trở về quê hương Assyria truyền thống trong khu vực tự trị của người Kurd.
Ngoài ra còn có các nhóm tôn giáo nhỏ của dân tộc thiểu số như Mandaean, Shabaks, Yarsan và Yezidi. Cộng đồng người Do Thái Iraq có số lượng khoảng 150.000 vào năm 1941, đã gần như hoàn toàn rời khỏi đất nước này.
Iraq có hai nơi linh thiêng nhất trên thế giới trong nhóm Hồi giáo Shia là Najaf và Karbala.

### Ngôn ngữ
Tiếng Ả Rập là ngôn ngữ chính, Tiếng Kurd được nói trong số khoảng 10–15% dân số, tiếng Azerbaijan, tiếng Neo-Aramaic của Assyria và các nhóm khác khoảng 5%.
Trước cuộc xâm lược năm 2003, tiếng Ả Rập là ngôn ngữ chính thức duy nhất. Kể từ khi Hiến pháp Iraq được thông qua tháng 6 năm 2004, cả tiếng Ả Rập và Kurdish là hai ngôn ngữ chính thức, trong khi Assyria Neo-Aramaic và tiếng Turkmen (được gọi theo thứ tự là "Syriac" và "Turkmen" trong Hiến pháp) được công nhận là các ngôn ngữ địa phương. Ngoài ra, bất kỳ vùng hay tỉnh có thể tuyên bố ngôn ngữ chính thức khác nếu phần lớn dân cư chấp thuận trong cuộc trưng cầu dân ý.
Theo Hiến pháp Iraq: "Tiếng Ả Rập và Kurd là 2 ngôn ngữ chính thức của Iraq. Để giáo dục trẻ em tiếng mẹ đẻ của chúng, như tiếng Turkmen, Syriac/Assyria, và Armenian nên được bảo đảm trong cơ sở giáo dục của chính phủ theo hướng dẫn giáo dục, hoặc trong bất kỳ ngôn ngữ khác trong các cơ sở giáo dục tư nhân".

### Y tế
Năm 2010, tổng số chi tiêu cho y tế của Iraq chiếm 6,84% GDP, tuổi thọ trung bình là 68,49 tuổi, 65,13 tuổi đối với nam và 72,01 tuổi đối với nữ, giảm từ tuổi thọ kỷ lục là 71,31 tuổi vào năm 1996. Năm 2008, trung bình có 6,96 bác sĩ và 13,92 điều dưỡng trên 10.000 dân. Pháp luật quy định y tế là miễn phí, nhưng hậu quả chiến tranh, xung đột, bất ổn đã tác động lớn đến ngành y tế.

### Tị nạn
Sự di tản của người Iraq bản địa đến các quốc gia khác được gọi là diaspora Iraq. Cao ủy Tị nạn Liên Hợp Quốc ước tính có khoảng 2 triệu ngưới Iraq đã rời khỏi đất nước của họ sau sự xâm lược của lực lượng đa quốc gia vào Iraq năm 2003, chủ yếu sang Syria và Jordan. Trung tâm Giám sát di tản nội bộ ước tính hiện có thêm 1,9 triệu người hiện đã di tản trong đất nước này.
Năm 2007, U.N. nói rằng khoảng 40% tầng lớp trung lưu Iraq được tin là đã chạy trốn và hầu hết đang chạy trốn khỏi cuộc đàn áp có hệ thống và không có mong muốn quay trở lại. Người tị nạn đang bị sa lầy trong nghèo đói như họ thường bị cấm làm việc tại nước họ đến.
Trong những năm gần đây diaspora có vẻ đã trở lại với an ninh được tăng cường; chính phủ Iraq tuyên bố có 46.000 người tị nạn đã tự trở về nhà của họ vào tháng 10 năm 2007.
Đến năm 2011, gần 3 triệu người Iraq đã di tản, với 1,3 triệu trong lãnh thổ Iraq và 1,6 triệu đã ra nước láng giềng, chủ yếu là Jordan và Syria. Hơn phân nửa người Iraq theo công giáo đã chạy trốn khỏi quốc gia này từ năm 2003. Theo thống kê của cơ quan Di dân và Công dân Hoa Kỳ, 58.811 người Iraq đã được cấp quyền công dân Hoa Kỳ theo cơ chế tị nạn đến ngày 25 tháng 5 năm 2011.
Để thoát khỏi cuộc nội chiến, hơn 160.000 người tị nạn Syria thuộc nhiều sắc tộc khác nhau đã chạy trốn đến Iraq từ năm 2012. Sự gia tăng bạo lực trong cuộc nội chiến Syria đã làm cho số người Iraq trở về quê hương của họ từ Syria ngày càng tăng.

## Văn hoá
Bài đọc chính: Văn hoá Iraq
- Nhạc của Iraq